# Crinum variabile
Crinum variabile là một loài thực vật có hoa trong họ Amaryllidaceae. Loài này được (Jacq.) Herb. mô tả khoa học đầu tiên năm 1837.